# Uwe Schubert
Uwe Schubert (* 31. März 1960) ist ein deutscher Fußballtrainer. Er ist seit dem Jahr 2002 für den MSV Duisburg tätig.

## Leben
Uwe Schubert stammt aus Wolfen in Sachsen-Anhalt und wuchs in der DDR auf. Als aktiver Fußballer gehörte er dem Kader der BSG Chemie Wolfen an. Beruflich war er als Feinmechaniker bei Zeiss Optik tätig. Im Rahmen der Wende in der DDR siedelte er mit seiner Familie aus seinem Wohnort Gera in die Bundesrepublik Deutschland über. Nach Zwischenstationen in Unna und Neuss wurde der Duisburger Ortsteil Rahm zum ständigen Wohnsitz. Schubert erhielt einen Arbeitsplatz bei AEG in Mülheim und war nebenbei als Jugendtrainer beim örtlichen Fußballclub Turnerschaft Rahm sowie später beim Nachbarverein VfL Duisburg-Süd beschäftigt.

## Laufbahn als Fußballtrainer
1992 verpflichtete ihn Ewald Lienen, zu diesem Zeitpunkt Amateur- und Jugendkoordinator beim MSV Duisburg, für den Nachwuchsbereich des Vereins. Schubert wurde zunächst Co-Trainer der U-19-Junioren, später Cheftrainer der U-17-Mannschaft. 1999 verließ er den MSV und wechselte zum KFC Uerdingen 05 sowie später zum SV Straelen, wo er ebenfalls Jugendmannschaften trainierte.
Im Sommer 2002 kehrte Schubert zum MSV Duisburg zurück. Dort bekleidete er erneut Trainerämter im Jugendbereich und war im Jahr 2009 auch zeitweise für den MSV Duisburg II in der NRW-Liga verantwortlich. 2013 übernahm er diese Mannschaft als Interimstrainer erneut, konnte aber den Abstieg aus der Regionalliga West nicht mehr verhindern. Von Oktober 2011 bis August 2012 war er außerdem Co-Trainer des Chefcoaches Oliver Reck bei der Zweitligamannschaft der Zebras. Seit 2005 fungiert Schubert zudem als Leiter der MSV-Nachwuchsabteilung.
Nach der Trennung von Gino Lettieri im Januar 2021 wurde Schubert zum Interimstrainer der MSV-Männermannschaft in der 3. Liga berufen. Am 31. Januar 2021 trug er im Spiel gegen den VfB Lübeck die Verantwortung, das mit 3:1 gewonnen wurde. Anschließend gab er die Mannschaft an den neuen Cheftrainer Pavel Dotchev ab. Nach dessen Freistellung am 7. Oktober 2021 übernahm Schubert erneut in Interimsfunktion die Trainingsleitung des Drittliga-Kaders. Nach einem Spiel wurde er von Hagen Schmidt abgelöst.
Ende April 2024 wurde Schubert nach der Trennung von Boris Schommers zum dritten Mal Interimstrainer des MSV. Die Mannschaft stand vier Spieltage vor dem Ende der Saison 2023/24 mit 30 Punkten auf dem 18. Platz und hatte acht Punkte Rückstand auf einen Nicht-Abstiegsplatz. Nach einem Sieg und einer Niederlage stand der Abstieg in die Regionalliga West fest.